# Goçguly Goçgulyýew
Goçguly Hangylyjewiç Goçgulyýew, ros. Гочгули Ханглыджович Гочгулиев, Goczguli Changłydżowicz Goczgulijew (ur. 26 maja 1977 w Nebit Dagu, Turkmeńska SRR) – turkmeński piłkarz, grający na pozycji obrońcy, trener piłkarski.

## Kariera piłkarska

### Kariera klubowa
W 1994 rozpoczął karierę piłkarską w klubie Arkaç Serdar, skąd w następnym roku przeszedł do Nebitçi Nebit Dag. W 1996 przeszedł do Büzmeýin FK. W 1997 został zaproszony do Köpetdagu Aszchabad, skąd był wypożyczony do Dagdanu Aszchabad. W 2001 wyjechał za granicę, gdzie potem występował w kazachskim Irtyszu Pawłodar. W 2002 przeniósł się do uzbeckiego Paxtakoru Taszkent. W 2006 bronił barw kazachskiego Kajratu Ałmaty. Latem 2007 ponownie wyjechał do Uzbekistanu, gdzie zasilił skład Bunyodkoru Taszkent. W 2011 wrócił do ojczyzny, gdzie został piłkarzem Gara Altyn Balkanabat, w którym zakończył karierę piłkarza w roku 2012.

### Kariera reprezentacyjna
W latach 2000–2012 bronił barw reprezentacji Turkmenistanu.

## Kariera trenerska
Po zakończeniu kariery piłkarza rozpoczął pracę szkoleniowca. Od 2012 do 2014 pomagał trenować klub HTTU Aszchabad oraz reprezentację Turkmenistanu. W 2014 został zaproszony do sztabu szkoleniowego klubu Altyn Asyr Aszchabad, w którym pomagał trenować piłkarzy.

## Sukcesy i odznaczenia

### Sukcesy piłkarskie
Köpetdag Aszchabad
- mistrz Turkmenistanu: 1997/98, 2000
- wicemistrz Turkmenistanu: 1998/99
- zdobywca Pucharu Turkmenistanu: 1998/99, 2000

Irtysz Pawłodar
- finalista Pucharu Kazachstanu: 2001

Paxtakor Taszkent
- mistrz Uzbekistanu: 2002, 2003, 2004, 2005
- zdobywca Pucharu Uzbekistanu: 2001/02, 2002/03, 2004, 2005

Bunyodkor Taszkent
- mistrz Uzbekistanu: 2008, 2009, 2010
- wicemistrz Uzbekistanu: 2007
- zdobywca Pucharu Uzbekistanu: 2008, 2010
- finalista Pucharu Uzbekistanu: 2007, 2009